# Чарльз Тейлор
Чарльз Ганкай Тейлор (28 січня 1948, Артінгтон, Монровія) — ліберійський політик, колишній президент і диктатор Ліберії, перший лідер африканської держави, засуджений міжнародним судом за військові злочини та злочини проти людства. Він обіймав посаду з 2 серпня 1997 по 11 серпня 2003 року.

## Життєпис
Він походить із родини американських ліберійців, нащадків звільнених американських негрів, які після повернення до Африки у 1847 р. Утворили незалежну державу. Мати походила з місцевого племені Гола.
Він народився в Артінгтоні. У 1970-х вивчав економіку в коледжі Бентлі у Волтем. Він повернувся в країну після перевороту Сам'юеля Доу, щоб очолити ліберійське міністерство фінансів.
У 1983 році, звинувачений у розтраті мільйона доларів, він втік до США, де був заарештований. Після нетривалого перебування в американській в'язниці в Плімуті, штат Массачусетс, він втік на волю. Після цього досвіду він повернувся до рідної країни, щоб розпочати громадянську війну та досягти військових успіхів.
У 1997 році він був обраний президентом Ліберії на демократичних виборах. За часів його правління Ліберія з однієї з найбагатших африканських країн стала найбіднішою країною, в якій панував хаос та беззаконня. Столиця країни, Монровія, була зруйнована, а населення позбавлене електроенергії, води та почуття безпеки. Збройні загони пролетіли по всій країні, грабуючи, ґвалтуючи та вбиваючи громадян, діючи, за твердженням обвинувальників Тейлора, за мовчазною згодою президента.
У березні 2003 року Спеціальний суд Сьєрра-Леоне звинуватив Тейлора в торгівлі зброєю та розпалював заколоту в сусідніх країнах. У Ліберії жінки, які демонстрували з 2002 року соціальний рух «Жінки Ліберії», проводили масові акції за мир, прийшли на зустріч з Тейлором у квітні 2003 року і вимагали від нього обіцяти проведення мирних переговорів. Під міжнародним тиском до Ліберії приїхав президент Нігерії Олусегун Обасанджо, який особисто закликав Тейлора відмовитися від влади. Тейлор взяв участь у перших мирних переговорах у червні 2003 року, потім поїхав до Нігерії з Олусегун Обасанджо, де йому було надано політичний притулок.
У 2006 році, поступившись вимогам президента Ліберії Елен Джонсон-Серліф та тиску США, Нігерія заявила, що відкликає політичний притулок для Тейлора, що дало змогу його заарештувати ліберійським урядом. 28 березня 2006 року Тейлор зник із своєї розкішної резиденції в Калабарі, а 29 березня 2006 р. Був заарештований у Гамбору-Нгалі. 20 червня 2006 року його було доставлено до Гааги та доставлено до Спеціального суду у справах Сьєрра-Леоне. 30 травня 2012 року його засудили до 50 років ув'язнення за злочини проти людства та військові злочини, які він вчинив під час громадянської війни в Сьєрра-Леоне (включаючи геноцид, жорстокість до цивільних осіб, практикуючи рабство, примусове вербування дітей).